# Петър Милев (революционер)
Петър Иванов Милев е български революционер, деец на Македонския комитет, неврокопски войвода на Вътрешната македоно-одринска революционна организация.

## Биография
Петър Милев е роден през 1879 година в радомирското село Косача. Учи в родното си село, Радомир и Дупница, завършва и гимназия в Кюстендил, но през 1897 година участва в Четническата акция на Македонския комитет, като четник при Кръстьо Захариев. През 1899 година се присъединява към ВМОРО, а от 1900 година е четник при Яне Сандански, като само година по-късно е вече негов секретар.
Петър Милев по време на Илинденско-Преображенското въстание действа в Разложко и Неврокопско, а след потушаването на въстанието реорганизира района. На 29 юли 1905 година в местността Белемето в Пирин участва като делегат от Неврокопско на конгреса на Серския революционен окръг. Избран е за неврокопски районен войвода и за делегат от Сярската група на предстоящия Рилски конгрес. Обикаля района си с 10 четници, а негови подвойводи са Димитър Икономов и Димитър Арнаудов.

Яне Сандански кара Петър Милев да отстрани Борис Сарафов и Иван Гарванов. Той предупреждава Михаил Герджиков за плановете на Сандански и в резултат отношенията между тях се влошават. Петър Милев действа активно като войвода, през есента на 1907 година в неговата чета пребивава американския журналист Артър Смит, който описва спомените си в редица статии и в книгата „Спомени от Македония“. Артър Смит описва четата на Петър Милев така: 
| „ | Млади, смели и умни, те са цветът на българския род... Животът им е посветен на Родината. Те не знаят какво значи страх. Боят е мястото, където се показват в най-добрата си светлина. Между тях изглежда съществува неписаното правило никой да не мисли за собствения си живот, когато е застрашен живота на другаря му. | “ |

В края на ноември 1907 година четата на Петър Милев преминава границата и се завръща в България. През пролетта на 1908 година се завръща в Неврокопско, но убит на 8 юли 1908 година в Ковачевица от бившия си четник Костадин Дробенов, когото Милев наказва и изгонва през 1906 година от четата заради неспазване на дисциплината.